# 딕 런디
딕 런디(Dick Lundy, 본명: 리처드 제임스 런디, 본명 영어: Richard James Lundy, 1907년 8월 14일 ~ 1990년 4월 7일)는 미국의 애니메이터이자 영화 감독이다. 월트 디즈니 컴퍼니, MGM, 해나 바베라를 포함한 여러 애니메이션 스튜디오에서 일했다.

## 참여 작품

### 영화
- 꽃과 나무
- 아기 돼지 삼형제 (영화)
- 현명한 리틀 헨
- 토끼와 거북이 (영화)
- 백설 공주와 일곱 난쟁이 (영화)
- 도널드의 운 좋은 날
- 애그 앤 아이
- 프리츠 더 캣
- 샬롯의 거미줄 (1973년 영화)

### TV
- 프린스톤 가족
- 탑캣